# Sinagoga din Buhuși
Sinagoga Klaus din Buhuși este un lăcaș de cult evreiesc din Buhuși, localizat pe str. Alexandru Ioan Cuza, nr. 85. A fost construită între anii 1858 și 1859 de către rabinul Isac Friedman.
Clădirea a fost inclusă pe Lista monumentelor istorice din județul Bacău, având codul de clasificare  BC-II-m-B-20917.

## Descriere

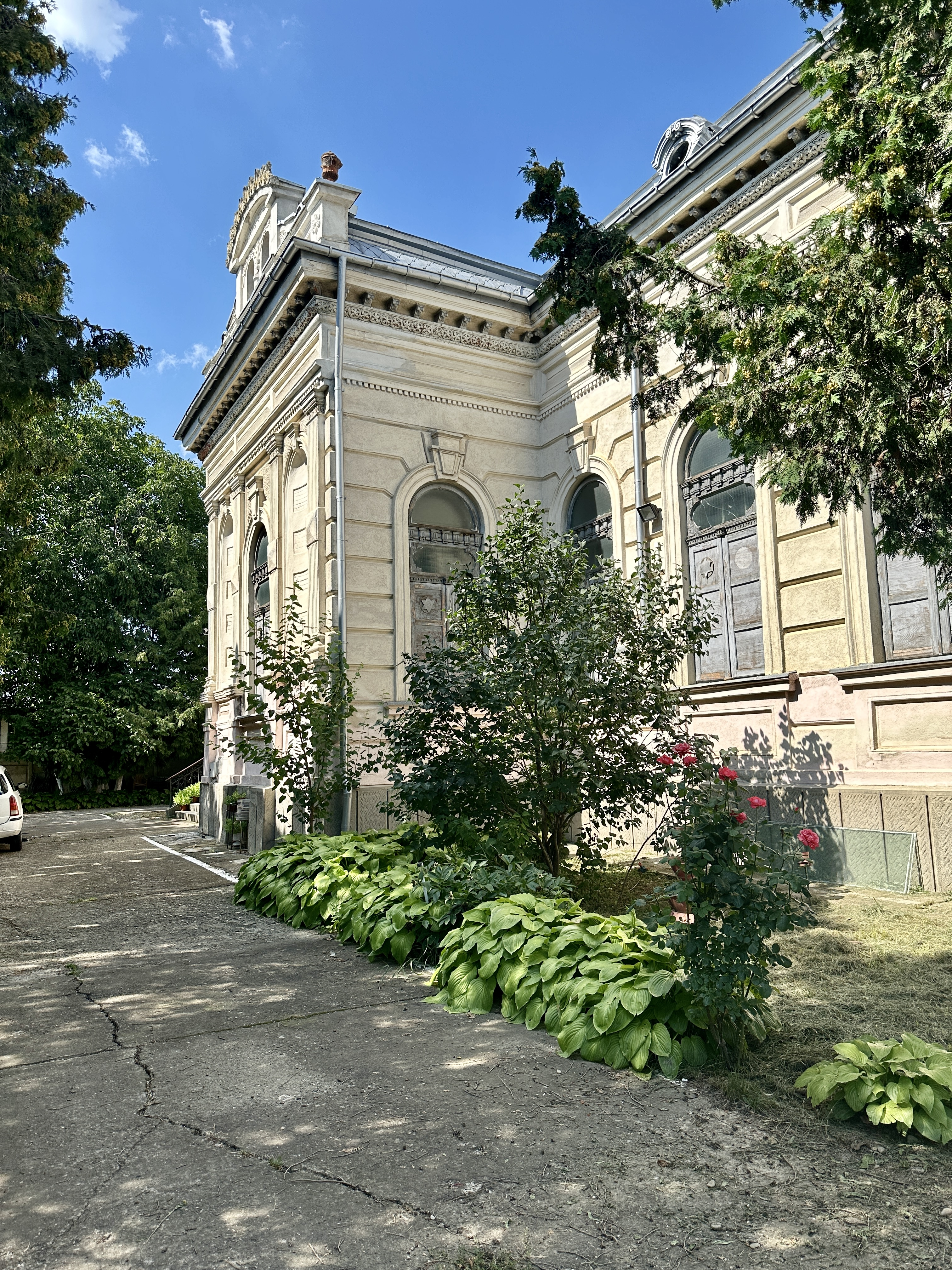
Lateralul sinagogii

Cladirea este realizată în stil eclectic istoricist cu caracteristici neoclasice. Inițial, fosta curte rabinică avea o suprafață de circa 5400 m², astăzi având o suprafață de 1516 m².
Clădirea este structurată în trei registre orizontale distincte. Primul registru este definit de un soclu marcat prin bosaje, corespunzând nivelului demisolului. Al doilea registru se evidențiază prin ferestrele rotunjite, caracteristice stilului Rundbogenstil, flancate de două coloane în stil grecesc și bosajele realizate în tencuială, care conferă volumetrie și ritm fațadei. Al treilea registru este dominat de acoperișul simplu, fără mansardă, dar care prezintă un element decorativ central, asemănător unui templu grecesc, ce se suprapune peste cele două coloane din registrul inferior, amplificând astfel impresia de monumentalitate și rafinament clasic.

## Istorie

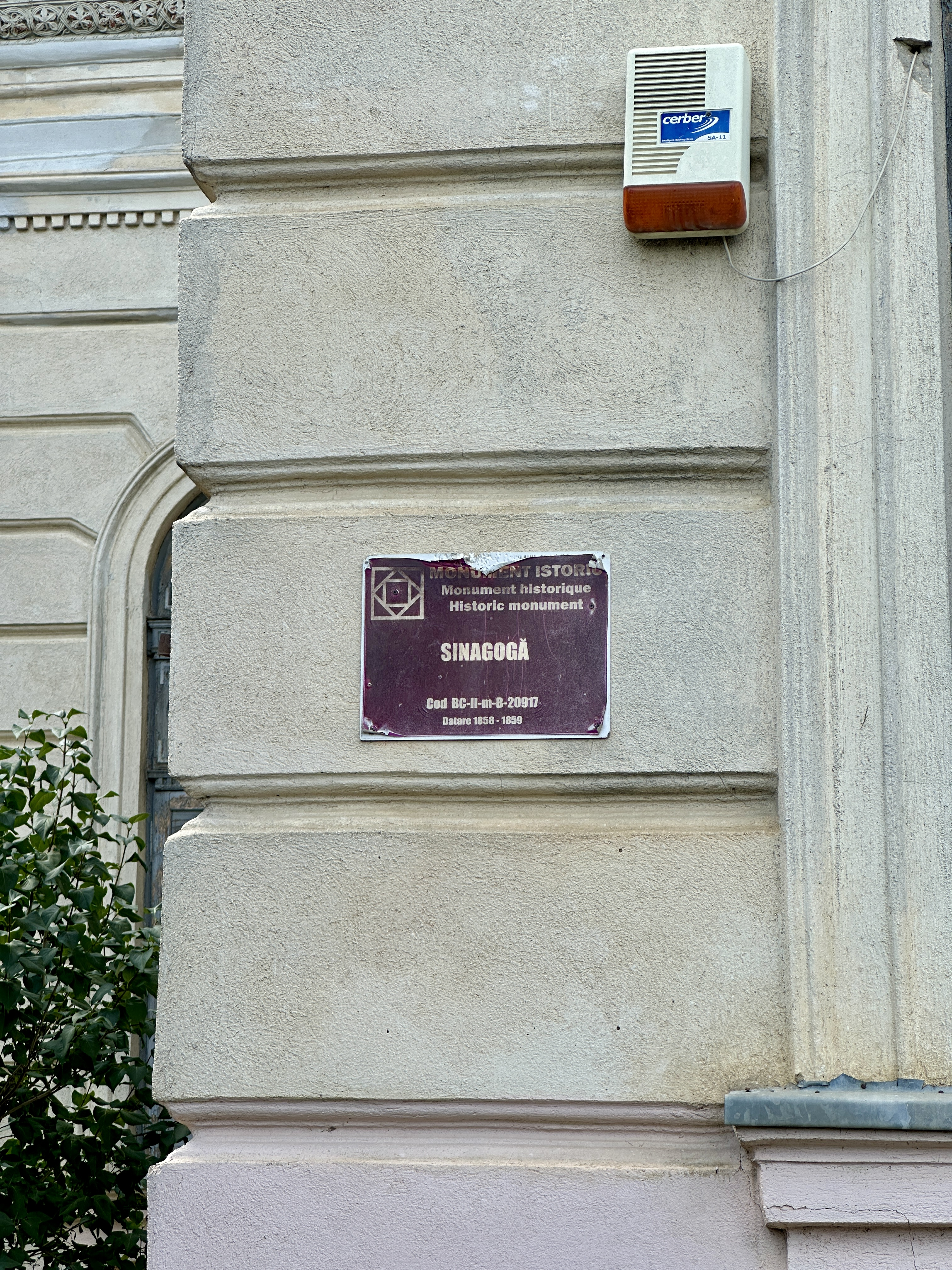
Placa comemorativă monument istoric

Prezența evreilor în localitate este atestată in 1823, iar în 1831, în Buhuși, trăiau 37 de evrei, ajungând la 537 in 1858, la sfârșitul secolului al XIX-lea reprezentând 48% din populația localității, adică 1732 de persoane. Evreii activau în ateliere meșteșugărești, comerț, dar și în afaceri în industria textilă.
Prima sinagogă, înființată într-o clădire de piatră, a fost construită la începutul secolului al XIX-lea și a fost numită „Beit Midrash Shul”. În 1840, a fost construită o altă sinagogă mai mică, precum și un mikve și un cimitir. Comunitatea evreiască a fost organizată oficial în 1860. Școala comunității a fost înființată în 1897. Comunitatea evreească a înființat societatea de ajutor reciproc „Hahawas Israel” (în română: „Iubirea lui Israel”), în 1880, și societatea „Bikur-Choilim” (în română: „Oamenii bolnavi”), în 1882. În anul 1905, activitatea obișnuită a comunității a fost întreruptă pentru o perioadă de 6 ani, din cauza unor certuri interne din cadrul conducerii comunității.
Buhuși a fost unul dintre centrele Hasidismului din Principatul României: acolo a funcționat dinastia Bohush, care a început cu rabinul Isac Friedman, nepotul cel mai vârstnic a rabinului Israel Friedman din Rujîn. Curtea rabinică era locul unde au studiat mulți dintre rabinii României, și unde erau predate și discipline generale. În același an a fost înființată și o ieșiva numită „Or Hadaz Livni Zion". O descriere a vieții în această yeshiva este dată în cartea scriitorului Yohanan Twersky, numită „Din totdeauna în veci.”
În timpul celui de-al doilea Război Mondial, clădirile comunitare au fost confiscate, iar casa rabinului și sinagoga au fost ocupate de armată, apoi ruinate.
Dinastia rabinică a existat în oraș până în 1951, când strănepotul primului rabin, Yitzchok Friedman, a transferat dinastia la Tel Aviv, iar în 1987, beis medrash-ul la Bnei Brak.
Sinagoga a fost vandalizată în anii 1980 și renovată în 2009.

## Ieșiva din Buhuși
În anul 1909 a fost fondată ieșiva „Beit Israel” de către cei doi rabini, Mendel Friedman, nepotul rabinului din Buhuși, sub a cărui supraveghere se afla ieșiva, și cumnatul său, rabinul David Twersky, fiul rabinului Mordechai Zev Twersky din Iași. Cei doi au fost și conducătorii instituției, care era recunoscută de guvern, iar studenții săi erau scutiți de serviciul militar. Aproximativ o sută de elevi, cu vârste cuprinse între 12 și 20 de ani, erau educați în această instituție, fiind împărțiți în cinci niveluri.
Curriculum-ul ieșivei cuprindea:
- Biblia
- Gramatica
- Mișna
- Ghemara și Tosafot
- Halaha (coduri legale) și midraș (exegeza)

Scopul ieșivei era de a educa tinerii evrei în Tora, morală și bune maniere și de a le insufla spiritul tradițional evreiesc. Fiecare elev era pregătit, conform capacităților sale, pentru a deveni rabin, shochet, scrib de Tora sau învățător.
Ieșiva avea o clădire proprie și spațioasă, unde elevii primeau educație, hrană și cazare. Elevii săraci erau sprijiniți și cu îmbrăcăminte. În anul 1912, cheltuielile anuale ale ieșivei erau de aproximativ 30000 de franci. Atmosfera era una tradițional-hasidică. Deoarece elevii erau originari din România, aceștia învățau limba română sub îndrumarea profesorului dr. Elir.
Conducerea ieșivei:
- Roș ieșiva (conducătorul ieșivei) era rabinul Yoel din Israel, un savant și pedagog experimentat.
- Adjunctul său era rabinul Samson Aharon Dobrumski, împreună cu rabinul Ben Zion Haller, fratele rabinului Mordechai Haim, autorul „Be'er Haim Mordechai”, și Av Beit Din (președintele tribunalului rabinic) din Neamț.

Din cauza lipsei de resurse și a condițiilor dificile din România, inclusiv atmosfera antisemită, ieșiva a fost închisă în anul 1916, în timpul Primului Război Mondial. Absolvenții săi au devenit ulterior rabini și educatori în diverse orașe din România, contribuind la răspândirea limbii și culturii evreiești. Printre aceștia se numără și educatorii: Y. Rispler-Yaron, Yagolnitzer, profesorii Y. Feinstein și rabinul dr. Meir Halevi, cercetător și istoric, rabinul șef al Bucureștiului și editor al revistei "Sinaia" din România.

## Turism
Sinagoga poate fi vizitată luând legătura telefonic cu îngrijitorii, numerele acestora de telefon fiind afișate pe poarta clădirii. 

## Galerie

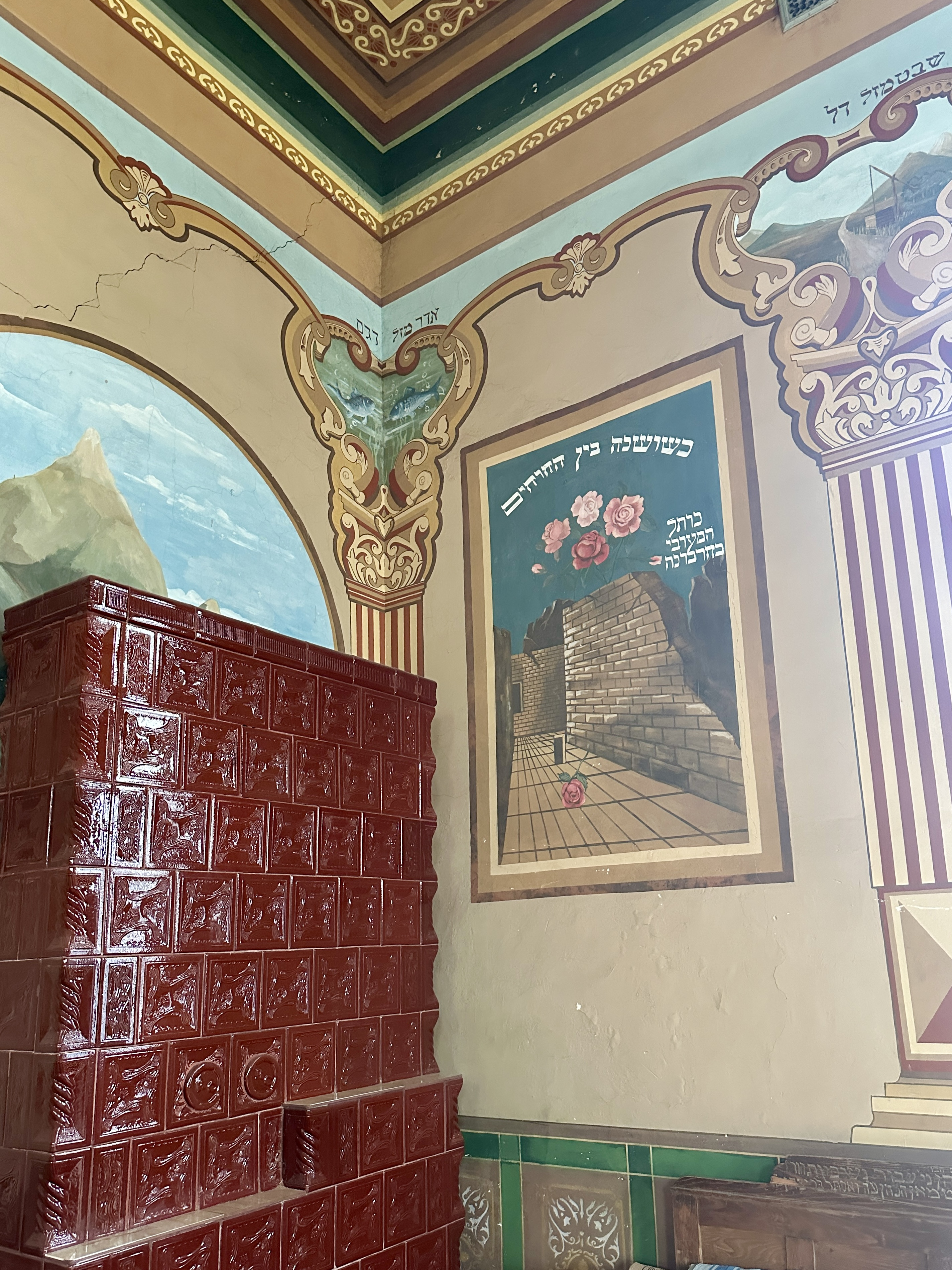
Soba sinagogii împreuna cu picturi. Pe peretele din dreapta se găsește o reprezentare a unor flori care cresc dintr-un zid alături de două texte în ebraică, primul însemnând „ca un crin în mijlocul spinilor”, fiind al doilea verset din capitolul al doilea din Cântarea Cântărilor, iar al doilea text este o referință la Zidul Plângerii. Deasupra se găsesc semnele zodiacale ale zodiilor Pești, pe zidul din dtangă, însemnănd tribul lui Ruben și Vărsător, pe zidul din dreapta, însemnând tribul lui Simeon.
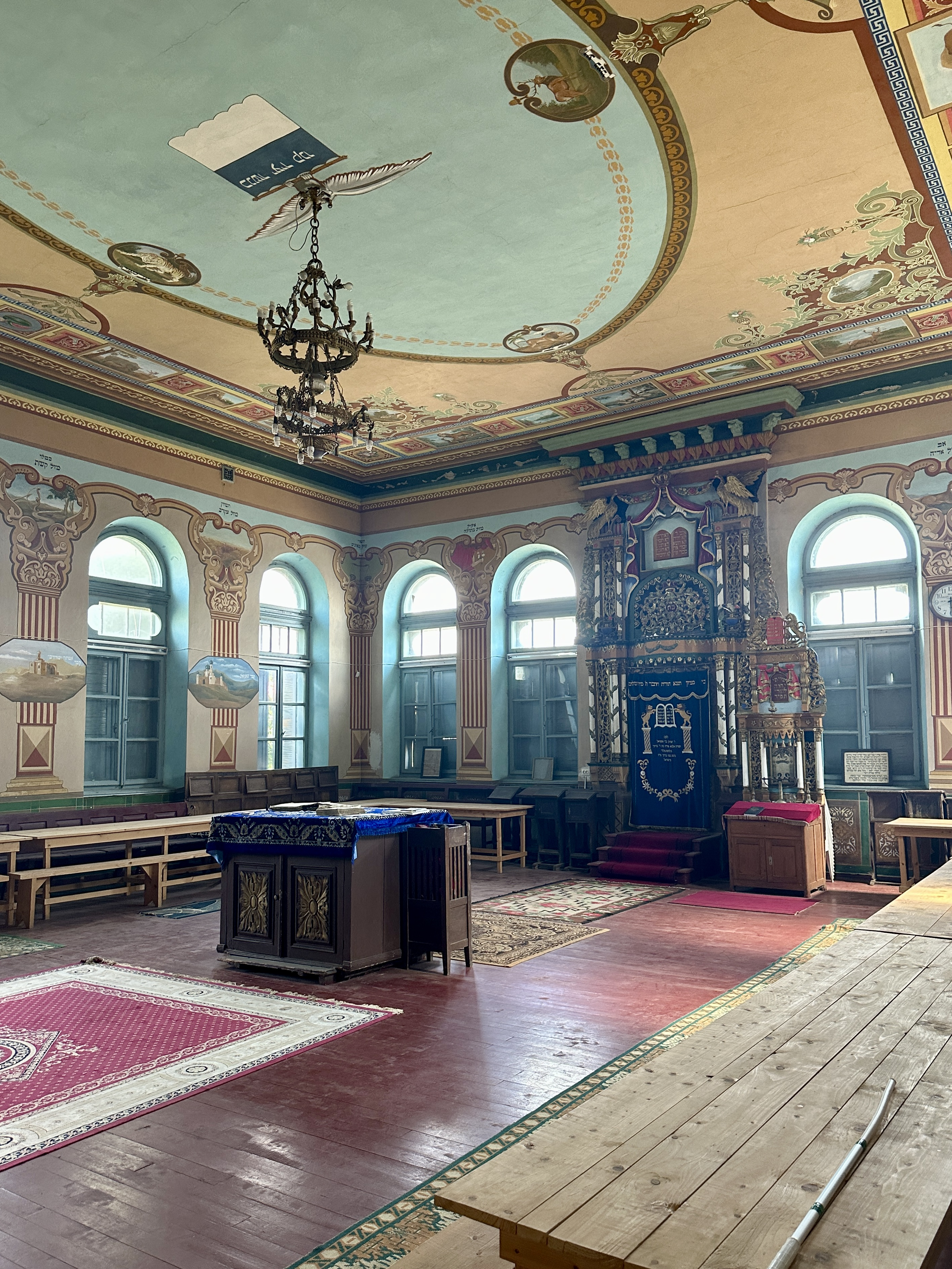
Vedere spre amud și aron hakodeș
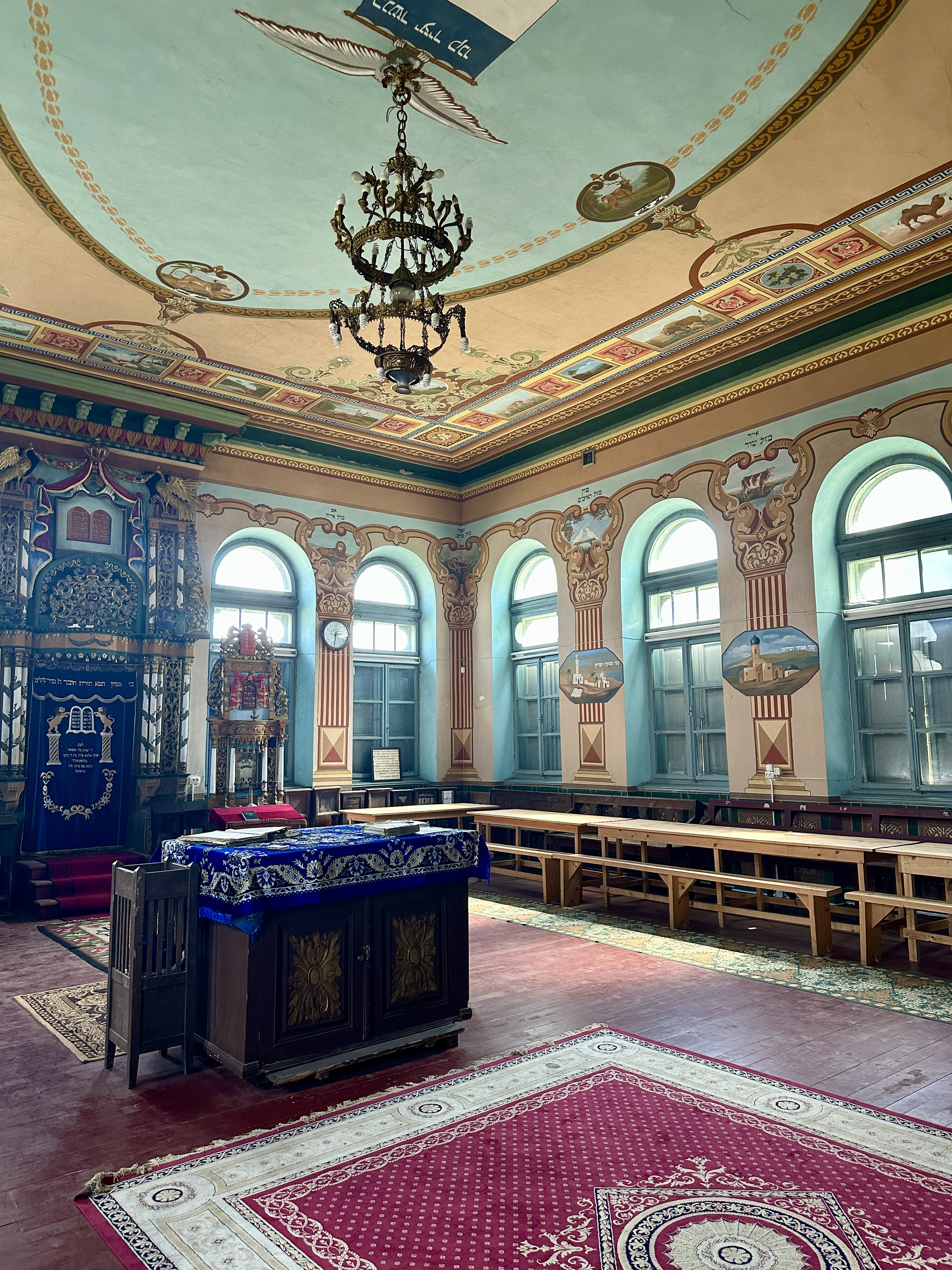
Vedere spre amud și aron hakodeș
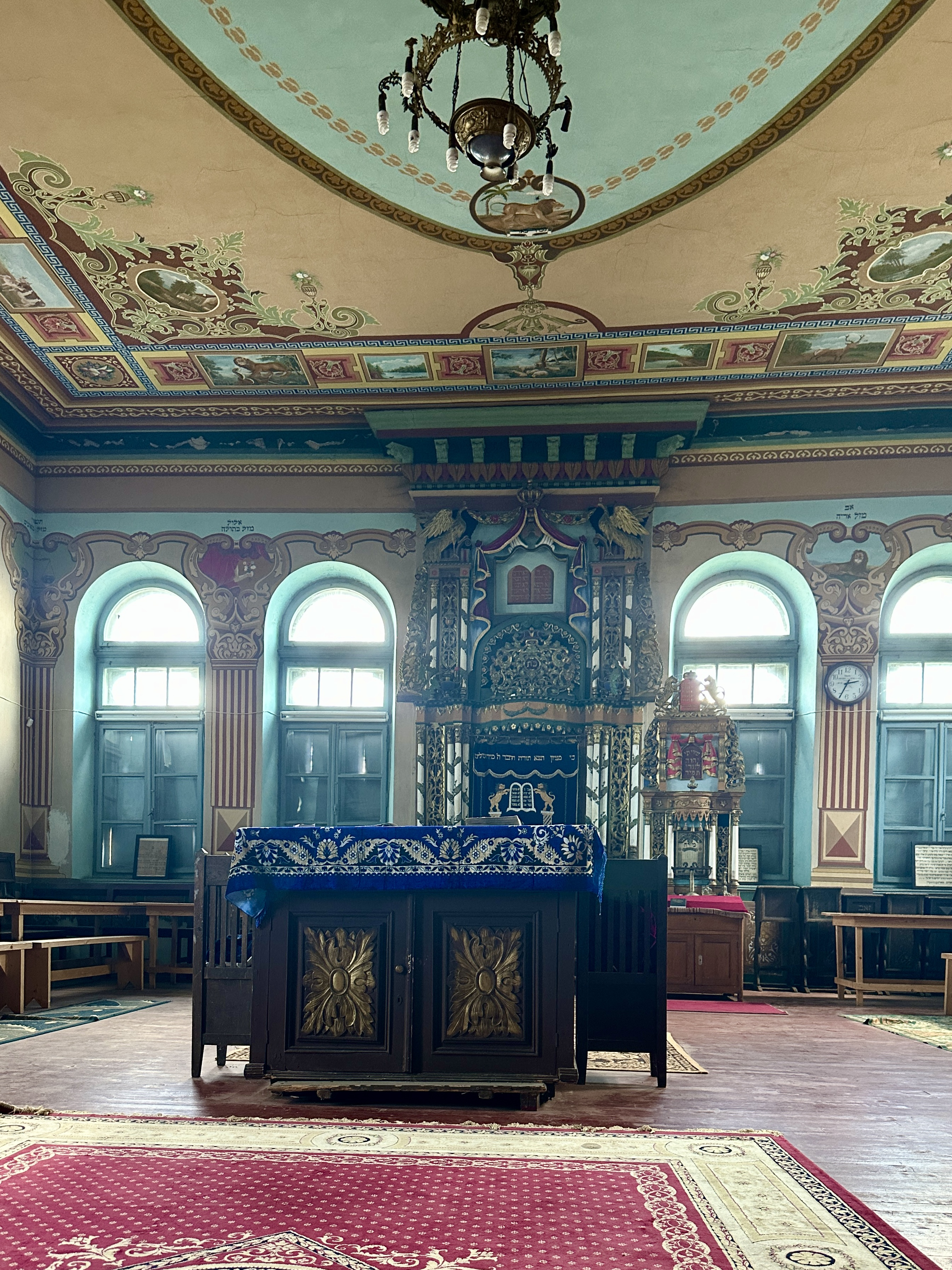
Vedere spre amud și aron hakodeș
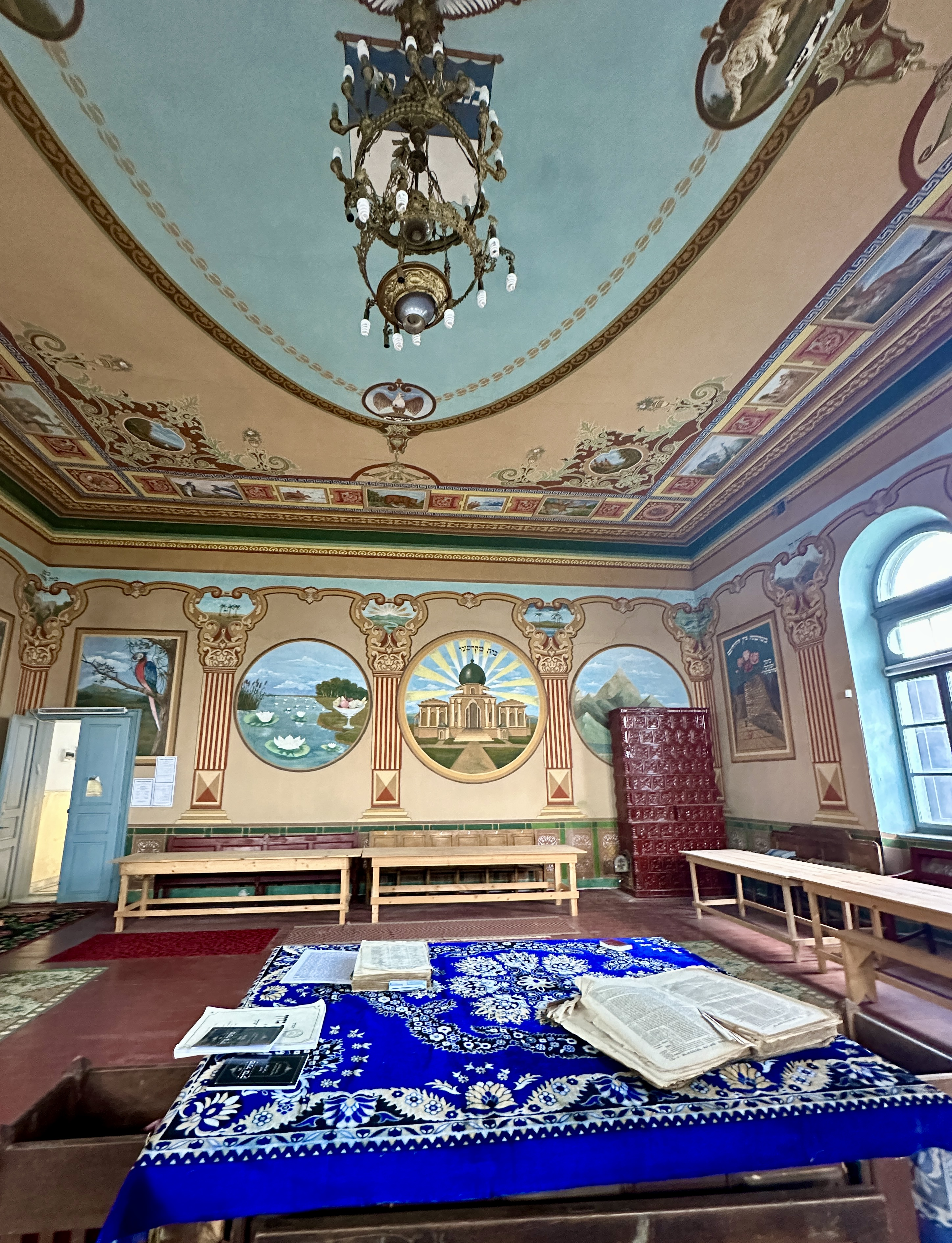
Amud cu Tora